# Lijst van wijnstreken in Griekenland

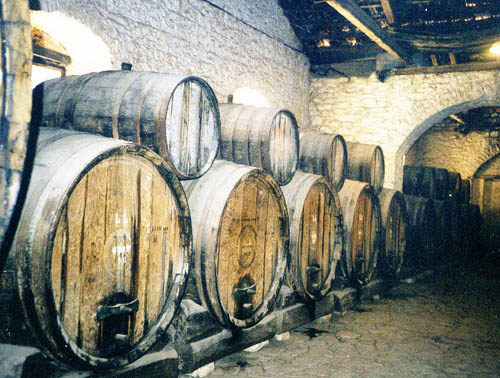
Achaia wijnvaten

In Griekenland treft men de volgende wijnstreken aan.

## Eilanden van de Egeïsche Zee

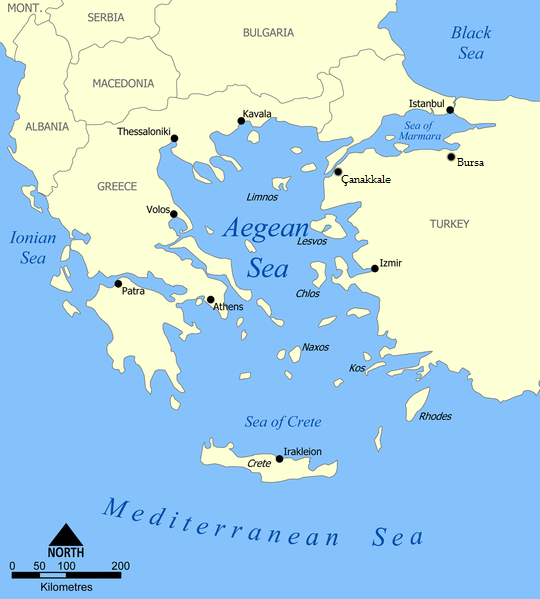
Eilanden van de Egeïsche Zee

De eilanden in de Egeïsche Zee behoren tot verschillende eilandengroepen, maar wat indeling in wijnregio's betreft worden ze vaak tot een regio gerekend. Op diverse eilanden in de Egeïsche Zee wordt wijn geproduceerd. Vooral beroemd is de muscat, een zeer zoete witte wijnsoort die vergelijkbaar is met de Spaanse moscatel, en wel in het bijzonder die van het eiland Samos, maar ook bijvoorbeeld retsina wordt op de eilanden gemaakt. Al in de oudheid werd op de eilanden wijn geproduceerd.

## Ionische Eilanden

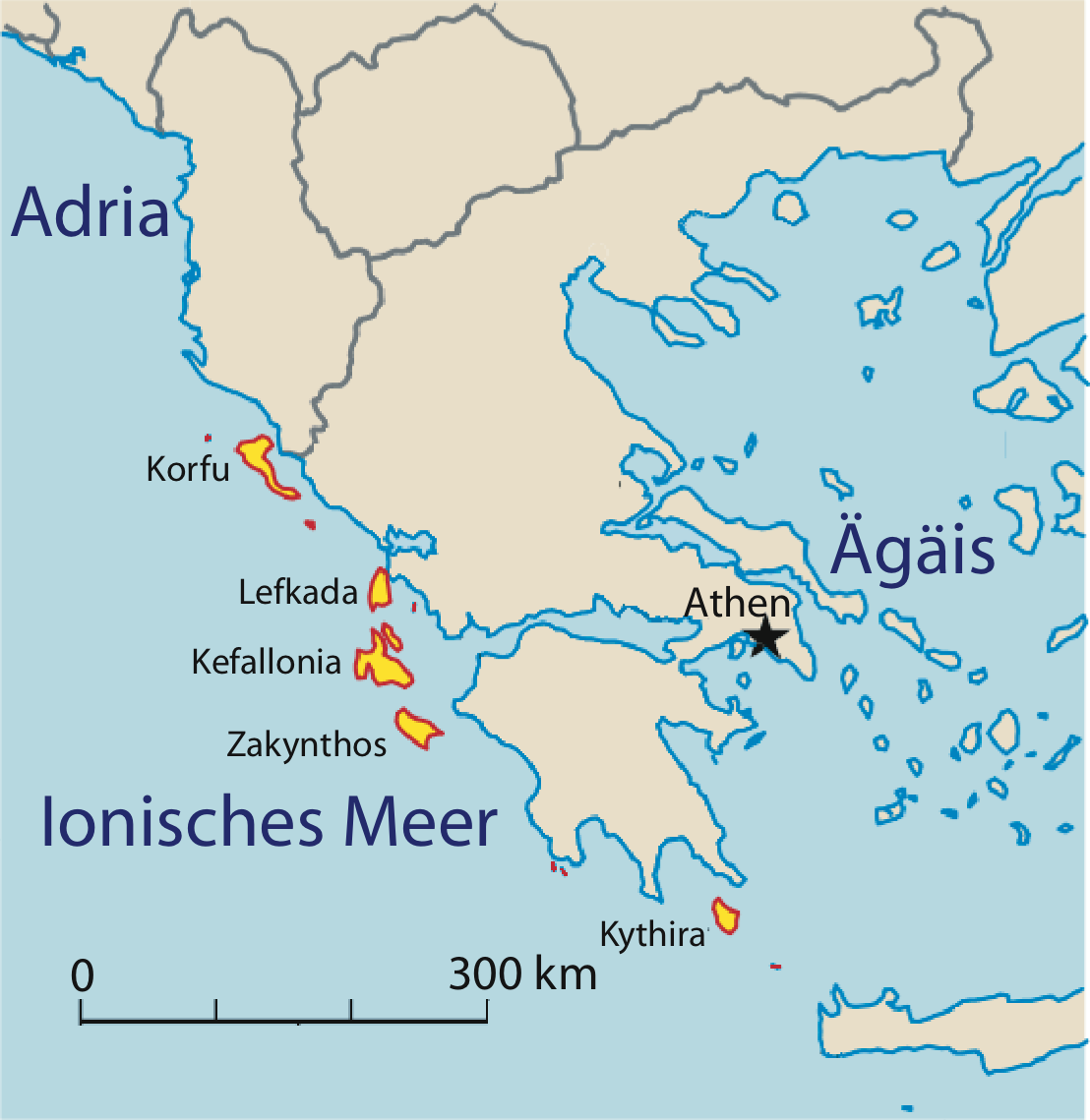
De Ionische Eilanden

De Ionische Eilanden liggen voornamelijk ten noordwesten van het Griekse vasteland. Net als de cultuur en geschiedenis van dit deel van Griekenland, is ook de wijnbouw hier zeer anders dan die van de rest van het land. De Venetiaanse overheersing heeft ook op de wijnbouw haar stempel gedrukt.

## Centraal Griekenland

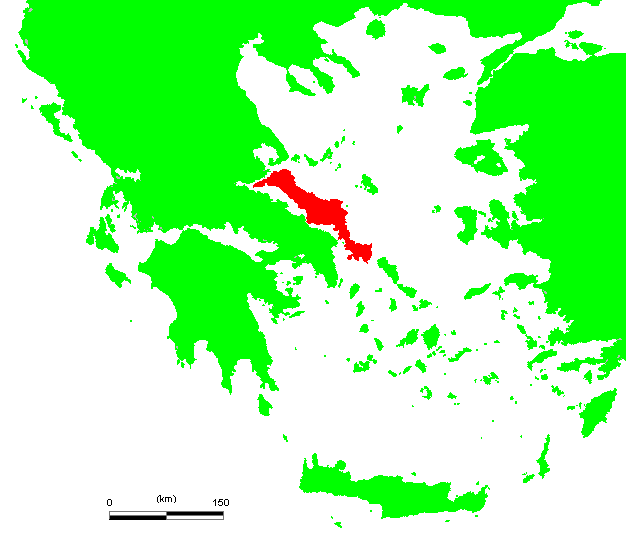
Euboea

Vooral in het oostelijke gedeelte van Centraal Griekenland worden druiven geteeld voor de wijnbouw. Hiertoe hoort ook Euboea. In deze regio wordt vooral veel retsina geproduceerd, met name van de savatiano druivensoort.

## Epirus

Epirus

Epirus is de regio in het noordwesten van Griekenland, net ten zuiden van Albanië. De regio is zeer bergachtig. Binnen Epirus is het vooral in Zitsa dat kwaliteitswijn wordt geproduceerd.

## Makedonia

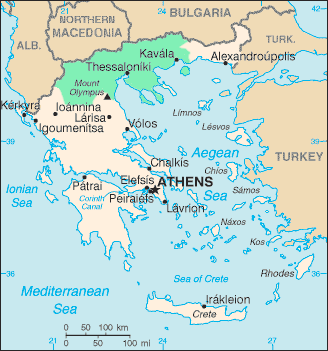
Makedonia

Makedonia is de centrale noordelijke regio van Griekenland, grenzend aan Noord-Macedonië. De wijnbouw is continentaler dan elders in Griekenland. Belangrijke wijncentra bevinden zich bij Naousa, Amyndaio, Goumenissa, Giannitsa, Thessaloniki, Chalcidice, Drama en Kavála.

## Thessalia

Thessalia

Thessalia is de streek ten zuiden van Makedonia. Wijnproductie vindt voornamelijk plaats bij Rapsani, Tyrnavos, Larissa, Karditsa en Anhialos.

## Thraki

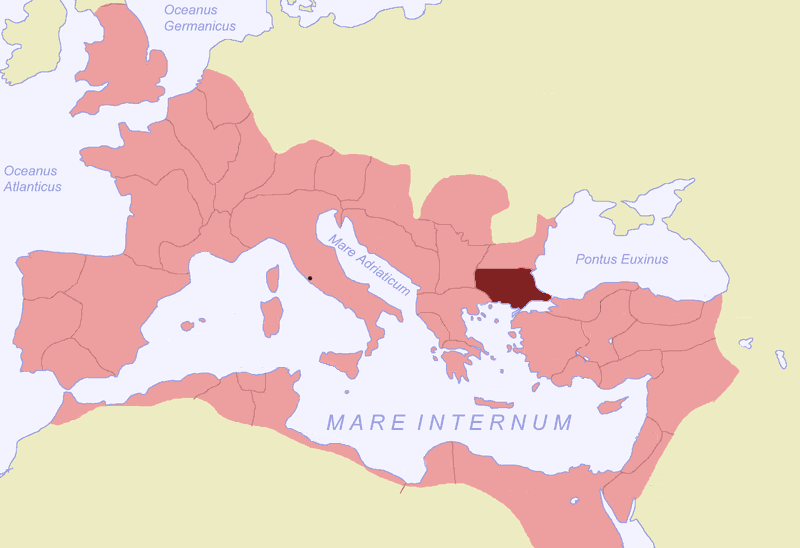
Thraki

Thraki is de regio in het uiterste noordoosten, die tegen Turkije aanligt, en ten zuiden van Bulgarije. Hier komt geen officiële kwaliteitswijn vandaan, wat waarschijnlijk voornamelijk historisch is, en niet zozeer doordat hier een relatief groot deel van de bevolking islamitisch is.

## Peloponnesos

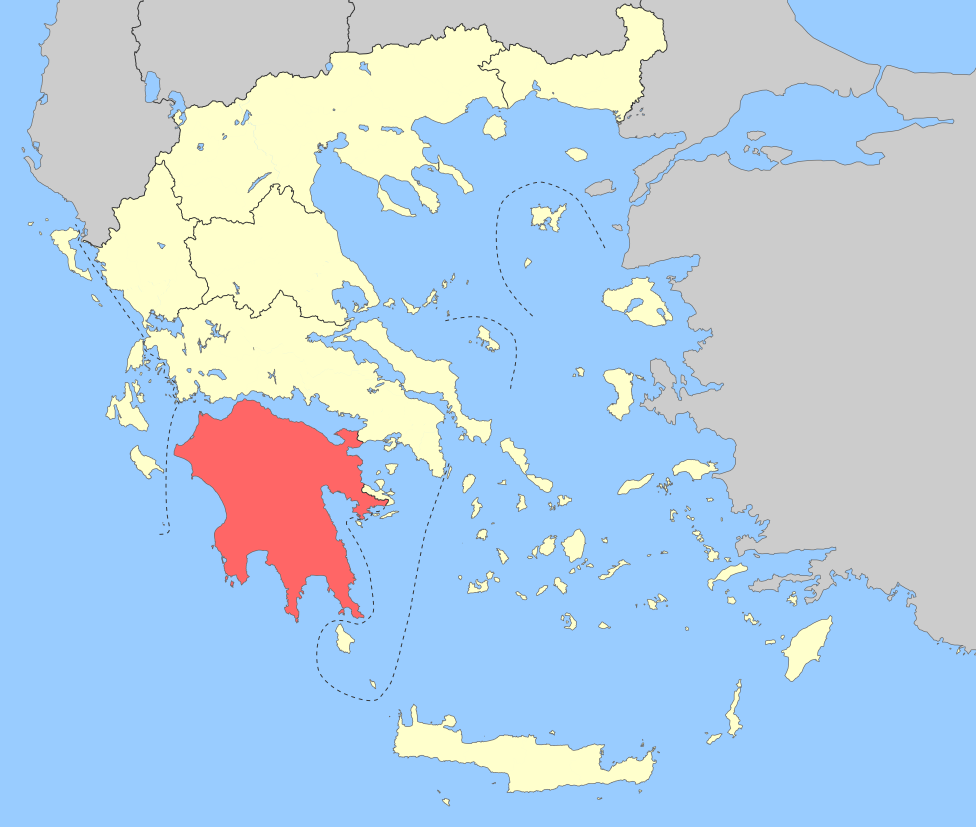
De Peloponnesos

De Peloponnesos is het grote schiereiland in het zuiden van Griekenland. Ook hier wordt al duizenden jaren wijn verbouwd. De voornaamste wijncentra bevinden zich bij Nemea, Thanassis Papaioannou, Argolida, Mantinia, Eleia, Achaia, Egio, Lakonia en Messinia.